# 大穗耳稃草
大穗耳稃草（学名：Garnotia patula var. grandior）为禾本科耳稃草属下的一个变种。